# Plantoide
Un plantoide è un robot o un organismo sintetico progettato per apparire, agire e crescere come una pianta (diversamente dai robot "umanoidi"). Il concetto è stato pubblicato scientificamente per la prima volta nel 2010  (sebbene i modelli di sistemi comparabili controllati da reti neurali risalgano al 2003  ) . I plantoidi imitano le piante attraverso le apparenze e i comportamenti imitativi e i processi interni (che funzionano per mantenere in vita la pianta o per assicurarne la sopravvivenza). Un prototipo per la Commissione Europea  è stato sviluppato dal consorzio dei seguenti scienziati: Dario Floreano, Barbara Mazzolai, Josep Samitier, Stefano Mancuso .

## Caratteristiche
Come le piante, i plantoidi posizionano le proprie radici e appendici (che proiettano parti del plantoide) verso condizioni benefiche che stimolano la crescita (es. luce solare, temperature ideali, aree con maggiore concentrazione di acqua) e lontano da fattori che ne impediscono la crescita. Ciò avviene attraverso una combinazione di informazioni dai suoi sensori e il plantoide che reagisce di conseguenza.

## Applicazioni
I plantoidi offrono diverse opportunità di utilizzo all'uomo attraverso la raccolta di dati e la sua adattabilità a un dato ambiente,utili per il monitoraggio ambientale, esplorazioni e ricerche.